# Bahnhof Iksan
Der Bahnhof Iksan (익산역), früher Bahnhof Iri ist ein Bahnhof in der Stadt Iksan in der Provinz Jeollabuk-do im Südwesten von Südkorea.

## Lage
Der Bahnhof liegt an der Schnittstelle der Bahnlinien Jeolla, Janghang, Gunsan und Honam. Züge von und nach Seoul, Daejeon, Gwangju, Mokpo, Jeonju, Suncheon und Yeosu passieren ihn regelmäßig. Der Bahnhof ist an das Netz des Hochgeschwindigkeitszuges KTX angeschlossen.

## Geschichte
Der Bahnhof wurde am 6. März 1912 eröffnet. Er erhielt seinen heutigen Namen 1995, als die Stadt Iri mit dem Landkreis Iksan zur Stadt Iksan zusammengelegt wurde. Im November 2014 wurde das jetzige Bahnhofsgebäude eröffnet.
Am 11. November 1977 erschütterte eine Explosion den Bahnhof Iri. Ein Güterwagen, der 40 t Dynamit von Incheon nach Gwangju transportieren sollte, stand im Bahnhof von Iri. Der Wagen wurde laut einer gängigen Hypothese von einem Wächter bewacht, der unter Alkoholeinfluss stand. Eine von ihm genutzte Kerze  brannte unbeaufsichtigt. Das offene Feuer entzündete das Dynamit, das gegen 21:15 Uhr explodierte. Die Wucht der Explosion schuf einen 10 m tiefen und 30 m breiten Krater.
59 Menschen starben, 1.300 wurden verletzt, davon 185 schwer. Auch der Sachschaden war erheblich. Die meisten Gebäude innerhalb eines 500 m Radius um den Detonationspunkt wurden schwer beschädigt. Der koreanische Verkehrsminister, Choi Kyung-rok, trat nach dem Unfall zurück. Im Film Iri des chinesisch-koreanischen Regisseurs Zhang Lu steht die Explosionskatastrophe im Mittelpunkt.

## Bilder

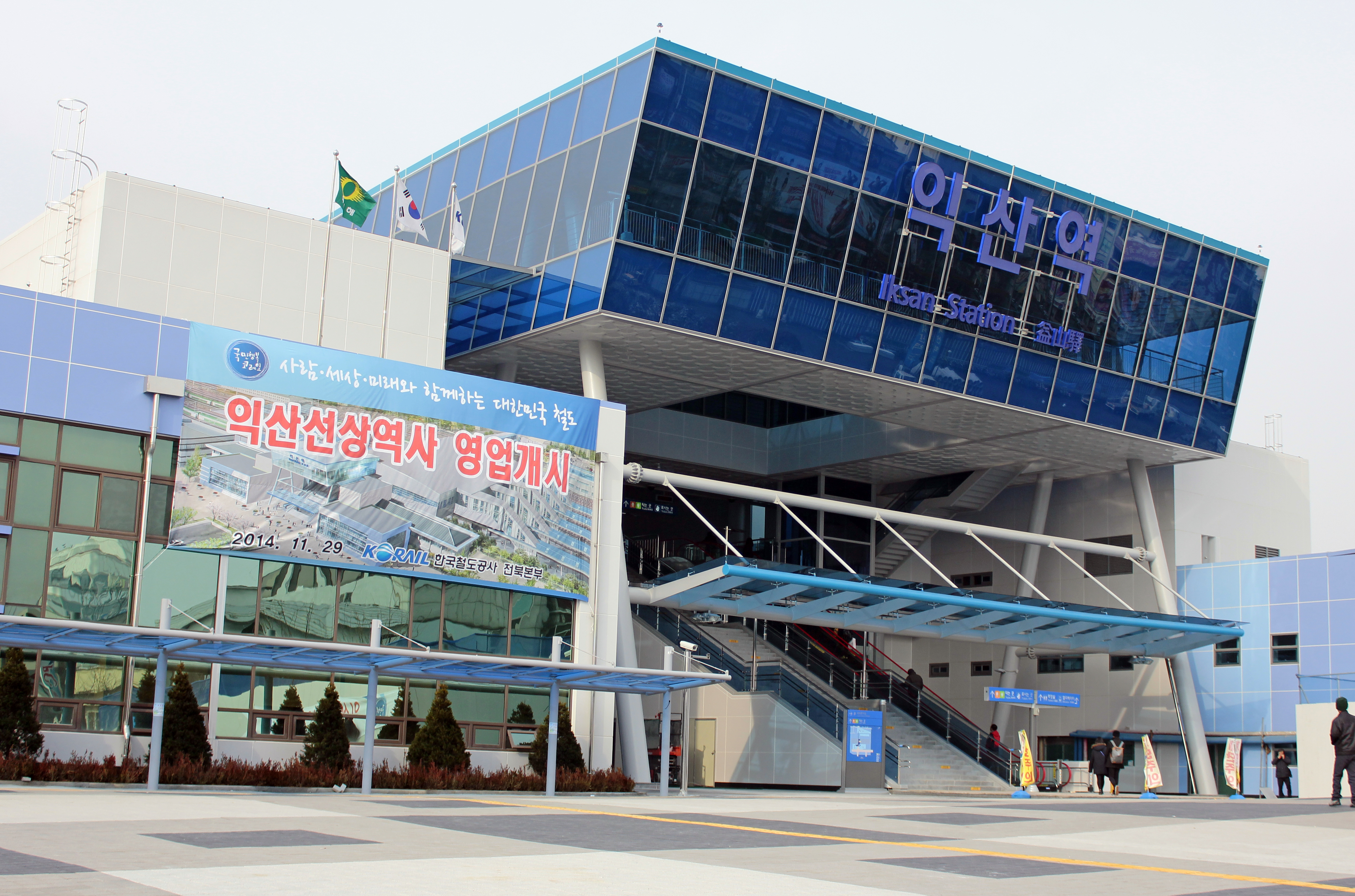
Neues Bahnhofsgebäude
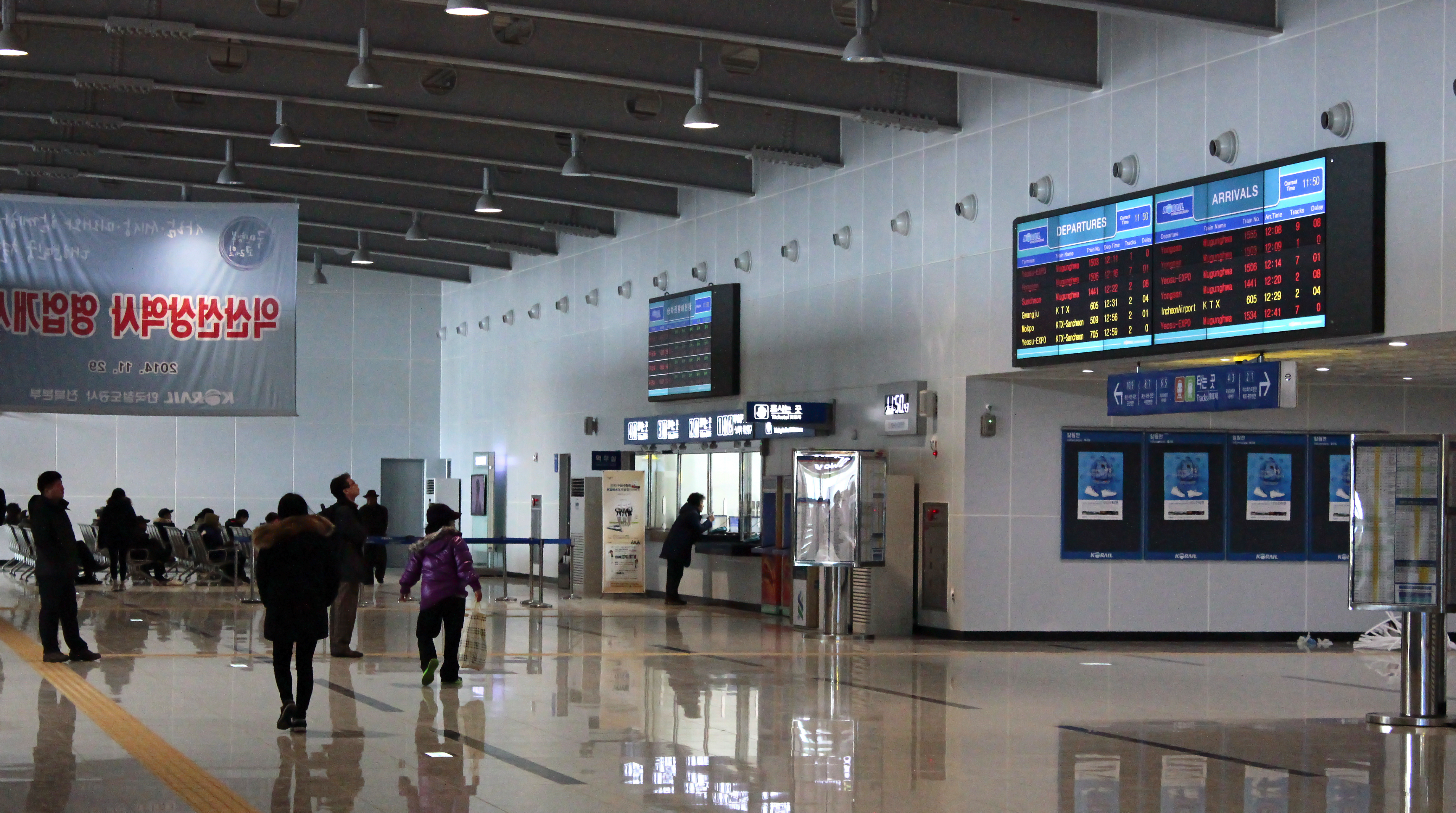
Schalterhalle
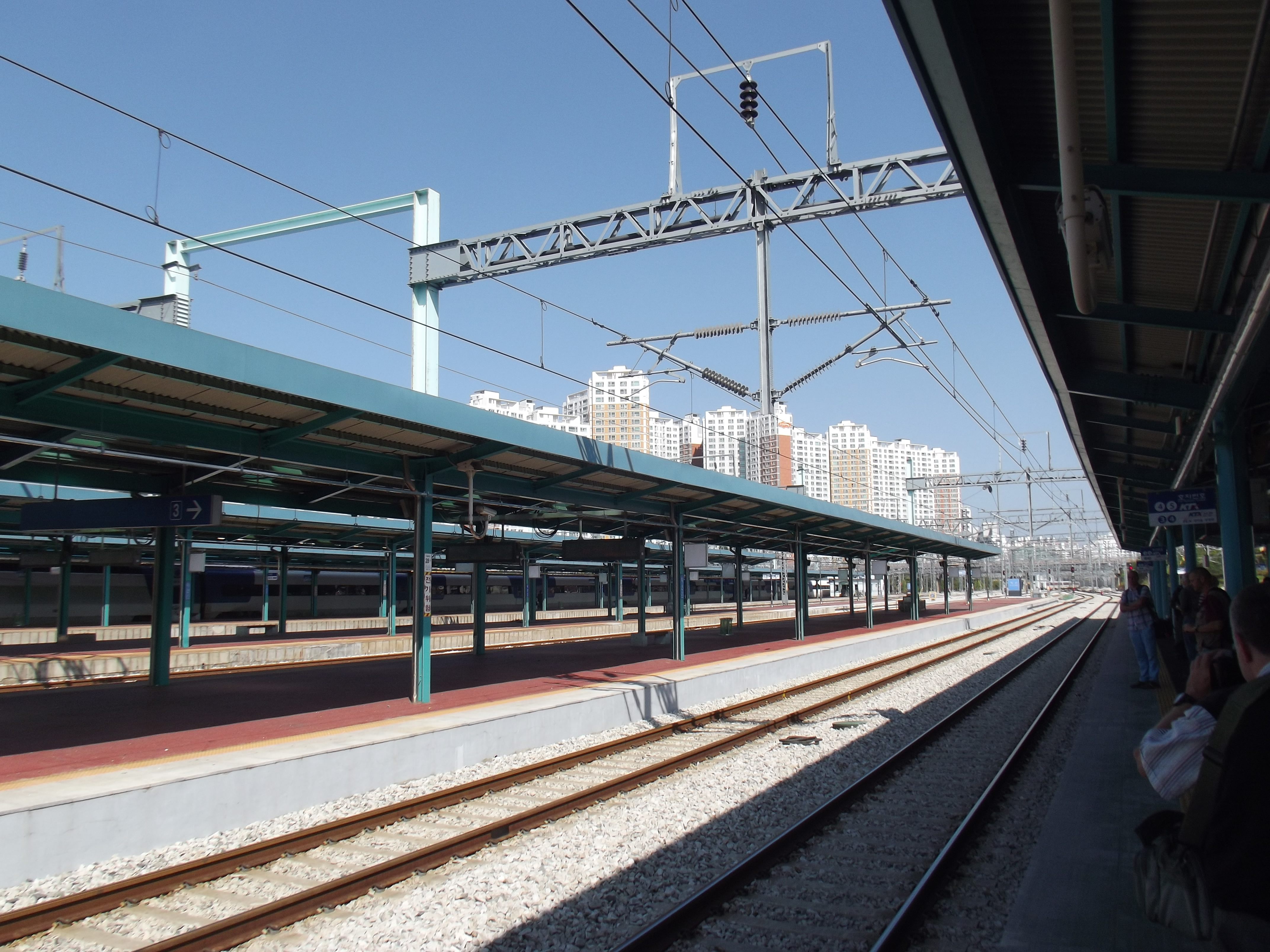
Bahnsteige
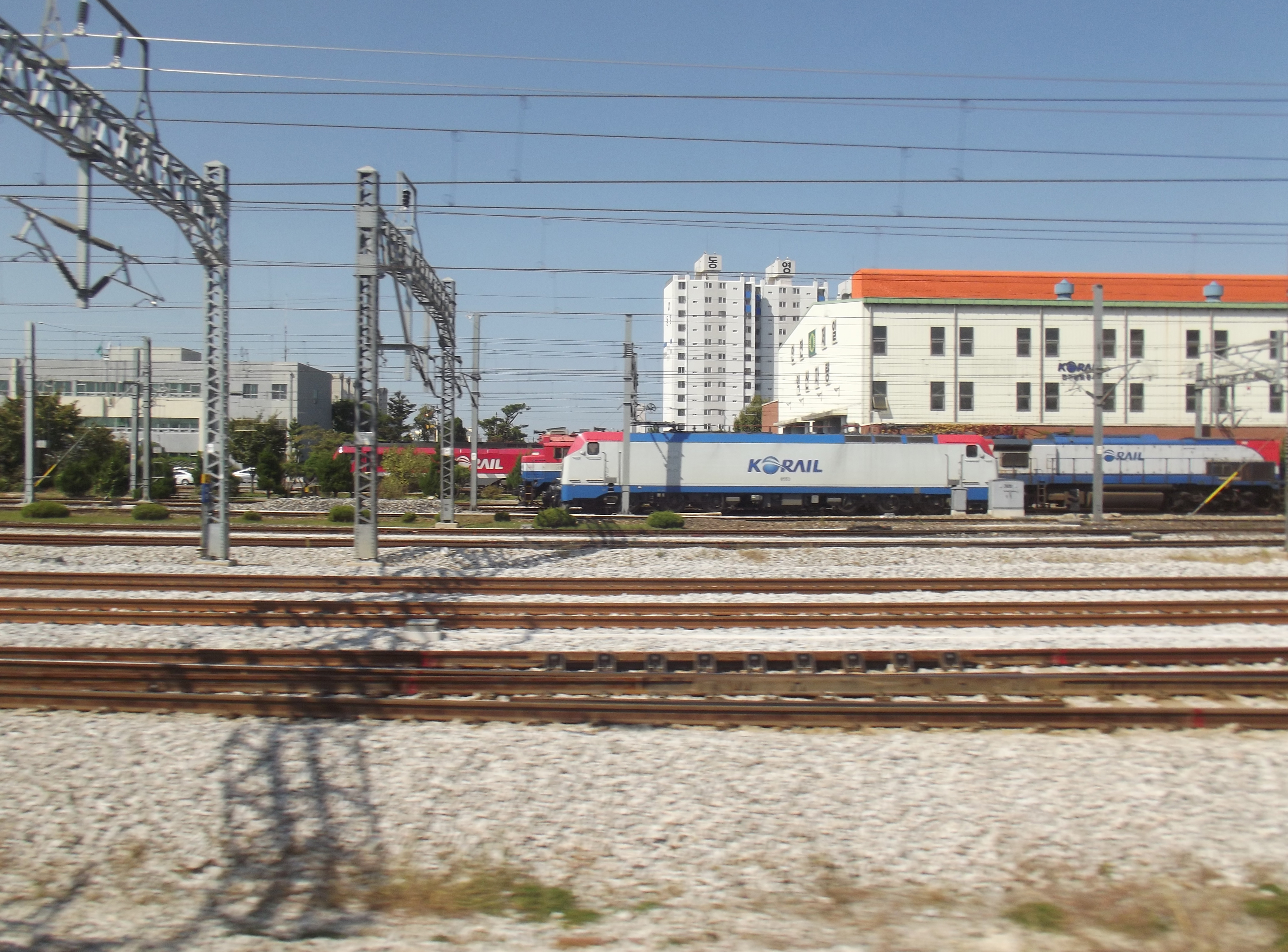
Gleisanlagen